# Ćićevac
Ćićevac (Servisch: Ћићевац) is een gemeente in het Servische district Rasina.
Ćićevac telt 10.755 inwoners (2002). De oppervlakte bedraagt 124 km², de bevolkingsdichtheid is 86,7 inwoners per km².

## Plaatsen in de gemeente
- Braljina
- Lučina
- Mojsinje
- Mrzenica
- Pločnik
- Pojate
- Stalać
- Stalać Grad
- Trubarevo
- Ćićevac